# اطلاعات بالاسری
اطلاعات بالاسری اطلاعات دیجیتال است که واسط کاربردی بین یک کاربر و سامانه مخابرات یا بین واحدهای کاربردی در یک سامانه مخابراتی منتقل می‌شود. هدف از این انتقال، هدایت یا کنترل انتقال اطلاعات کاربر یا شناسایی و رفع خطاهای موجود است.
اطلاعات بالاسری ایجاد شده توسط کاربر به عنوان اطلاعات بالاسری سامانه در نظر گرفته نمی‌شود. اطلاعات بالاسری ایجاد شده در سامانه ارتباطی و تحویل نشده به کاربر، به عنوان اطلاعات بالاسری سامانه در نظر گرفته می‌شود. بنابراین توان عملیاتی کاربر تنها به عنوان «سامانه بالاسری» کاهش پیدا می‌کند.